# Pilot Island (Wisconsin)
Pilot Island (wörtlich „Lotseninsel“) ist eine 1,5 ha große Insel im Michigansee. Sie gehört zum Door County im Nordosten des US-Bundesstaats Wisconsin und wurde ursprünglich als Standort für einen Leuchtturm erschlossen. Der 1858 erbaute Leuchtturm ist heute noch in Betrieb.
Pilot Island ist Teil des Green Bay National Wildlife Refuge und dient dem Schutz des Lebensraums einheimischer Vögel und bedrohter Arten. So gibt es auf der Insel Brutkolonien von Ohrenscharben und Amerikanischen Silbermöwen. Auch einige Kanadareiher und Nachtreiher brüten auf Pilot Island. Wegen des Vorkommens bodenbrütender Zugvögel und da die Insel nur eingeschränkt und schwer zugänglich ist, ist die allgemeine, öffentliche Nutzung untersagt.